# لوتسمانسبورگ
لوتسمانسبورگ (به آلمانی: Lutzmannsburg) یک شهر بازاری و شهرستان اتریش در اتریش است که در Oberpullendorf District واقع شده‌است.

## خصوصیات
لوتسمانسبورگ  ۸۶۱ نفر جمعیت دارد.